# Ajacuba
Ajacuba (del náhuatl: Axocopan ‘Lugar de aguas amargas’) es una localidad mexicana, cabecera del municipio de Ajacuba en el estado de Hidalgo.

## Historia
La localidad se fundó en el año 1562, en 1936 se fundó como municipio el 15 de mayo, quedando como cabecera municipal Ajacuba.

## Geografía
Se encuentra entre el Valle del Mezquital, le corresponden las coordenadas geográficas 20°5′33.09″ de latitud norte y 99°7′ 19.677'” de longitud oeste, con una altitud de 2143 m s. n. m. En cuanto a fisiografía, se encuentra dentro de la provincia de la Eje Neovolcánico dentro de la subprovincia de Llanuras y Sierras de Querétaro e Hidalgo; su terreno es de llanura y sierra. En lo que respecta a la hidrografía se encuentra posicionado en la región Panuco, dentro de la cuenca del río Moctezuma, en la subcuenca del río Tula.

### Clima
Cuenta con un clima semiseco templad; tiene una temperatura promedio de entre 12 y 18 °C, con un promedio de precipitaciones de 500 – 700 mm anualmente.
| Parámetros climáticos promedio de Ajacuba     | Parámetros climáticos promedio de Ajacuba | Parámetros climáticos promedio de Ajacuba | Parámetros climáticos promedio de Ajacuba | Parámetros climáticos promedio de Ajacuba | Parámetros climáticos promedio de Ajacuba | Parámetros climáticos promedio de Ajacuba | Parámetros climáticos promedio de Ajacuba | Parámetros climáticos promedio de Ajacuba | Parámetros climáticos promedio de Ajacuba | Parámetros climáticos promedio de Ajacuba | Parámetros climáticos promedio de Ajacuba | Parámetros climáticos promedio de Ajacuba | Parámetros climáticos promedio de Ajacuba |
| Mes                                           | Ene.                                      | Feb.                                      | Mar.                                      | Abr.                                      | May.                                      | Jun.                                      | Jul.                                      | Ago.                                      | Sep.                                      | Oct.                                      | Nov.                                      | Dic.                                      | Anual                                     |
| --------------------------------------------- | ----------------------------------------- | ----------------------------------------- | ----------------------------------------- | ----------------------------------------- | ----------------------------------------- | ----------------------------------------- | ----------------------------------------- | ----------------------------------------- | ----------------------------------------- | ----------------------------------------- | ----------------------------------------- | ----------------------------------------- | ----------------------------------------- |
| Temp. máx. abs. (°C)                          | 33.0                                      | 32.0                                      | 34.0                                      | 35.0                                      | 36.0                                      | 36.0                                      | 36.0                                      | 34.0                                      | 32.0                                      | 36.0                                      | 39.0                                      | 32.0                                      | 36.0                                      |
| Temp. máx. media (°C)                         | 24.1                                      | 24.4                                      | 26.2                                      | 27.1                                      | 27.3                                      | 26.1                                      | 24.9                                      | 25.5                                      | 24.5                                      | 25.5                                      | 23.6                                      | 24.1                                      | 25.2                                      |
| Temp. media (°C)                              | 7.7                                       | 8.2                                       | 9.5                                       | 10.9                                      | 11.1                                      | 11.2                                      | 10.9                                      | 11.0                                      | 10.4                                      | 9.9                                       | 8.6                                       | 8.5                                       | 9.8                                       |
| Temp. mín. media (°C)                         | 7.7                                       | 8.2                                       | 9.5                                       | 10.9                                      | 11.1                                      | 11.2                                      | 10.9                                      | 11.0                                      | 10.4                                      | 9.9                                       | 8.6                                       | 8.5                                       | 9.8                                       |
| Temp. mín. abs. (°C)                          | -5.0                                      | -3.0                                      | -5.0                                      | 2.0                                       | 4.0                                       | 3.0                                       | 6.0                                       | 6.0                                       | 1.0                                       | 1.0                                       | 1.0                                       | -5.0                                      | -5.0                                      |
| Precipitación total (mm)                      | 9.5                                       | 9.3                                       | 11.1                                      | 31.5                                      | 35.3                                      | 75.4                                      | 85.2                                      | 69.8                                      | 73.6                                      | 26.4                                      | 8.6                                       | 3.2                                       | 438.9                                     |
| Días de lluvias (≥ 0.1)                       | 1.5                                       | 1.4                                       | 1.8                                       | 3.9                                       | 4.7                                       | 7.5                                       | 8.8                                       | 7.1                                       | 8.3                                       | 3.8                                       | 1.4                                       | 0.6                                       | 50.8                                      |
| Fuente: Servicio Meteorológico Nacional. 2015 |                                           |                                           |                                           |                                           |                                           |                                           |                                           |                                           |                                           |                                           |                                           |                                           |                                           |

## Demografía
De acuerdo con el Censo de Población y Vivienda 2020 del INEGI; la localidad tiene una población de 8254 habitantes, lo que representa el 27.93 % de la población municipal. De los cuales 3985 son hombres y 4269 son mujeres; con una relación de 93.35 hombres por 100 mujeres.
Las personas que hablan alguna lengua indígena, es de 25 personas, alrededor del 0.30 % de la población de la ciudad. En la ciudad hay 20 personas que se consideran afromexicanos o afrodescendientes, alrededor de 0.24 % de la población de la ciudad.
De acuerdo con datos del censo INEGI 2020, unas 7490 declaran practicar la religión católica; unas 458 personas declararon profesar una religión protestante o cristiano evangélico; 7 personas declararon otra religión; y unas 296 personas que declararon no tener religión o no estar adscritas en alguna, pero ser creyentes.
| Gráfica de evolución demográfica de Ajacuba entre 1900 y 2020                                |
|                                                                                              |
| Población de los censos y conteos del Instituto Nacional de Estadística y Geografía (INEGI). |

## Economía
La localidad tiene un grado de marginación bajo y un grado de rezago social muy bajo.